# Glińsk (Ukraina)
Glińsk (ukr. Глинськ, Hłynśk) – wieś na Ukrainie, w obwodzie rówieńskim, w rejonie rówieńskim, w hromadzie Zdołbunów. W 2001 liczyła 1638 mieszkańców, spośród których 1618 wskazało jako ojczysty język ukraiński, 15 rosyjski, 3 białoruski, a 2 słowacki.
W okresie międzywojennym wsie Glińsk i Glińsk Czeski znajdowały się w granicach II RP, wchodząc w skład gminy Dziatkiewicze w powiecie rówieńskim, w województwie wołyńskim.
W czasie okupacji niemieckiej mieszkające tutaj czeskie małżeństwo Hončíków ukrywało Żydówkę Sonię Steinberg. W 1995 roku Instytut Jad Waszem uhonorował Vladimíra Hončíka i Marię Hončíkową tytułami Sprawiedliwych wśród Narodów Świata.